# HNRPF
HNRPF‏ (Heterogeneous nuclear ribonucleoprotein F) هوَ بروتين يُشَفر بواسطة جين HNRPF في الإنسان.